# North Lynnwood
North Lynnwood es un lugar designado por el censo ubicado en el condado de Snohomish en el estado estadounidense de Washington. En el año 2010 tenía una población de 16.574 habitantes.

## Geografía
North Lynnwood se encuentra ubicado en las coordenadas 47°51′12″N 122°16′35″O / 47.85333, -122.27639.